# 真鍋駅
真鍋信号所（まなべしんごうじょ）は、かつて茨城県土浦市（旧新治郡真鍋町）にあった筑波鉄道筑波線の信号場である。

## 歴史
- 1918年（大正7年）4月17日：筑波鉄道 (初代)の真鍋駅として開業[1]。
- 1945年（昭和20年）3月20日：会社合併に伴い、常総筑波鉄道の駅となる。
- 1959年（昭和34年）7月1日：新土浦駅の開業に伴い貨物駅に転換[3]。
- 1965年（昭和40年）6月1日：会社合併に伴い、関東鉄道の駅となる[4]
- 1979年（昭和54年）4月1日：事業譲渡に伴い、筑波鉄道の駅となる[4]。
- 1981年（昭和56年）8月12日：貨物営業廃止に伴い信号場に転換、真鍋信号所となる[3]。
- 1987年（昭和62年）4月1日：筑波線の廃線に伴い廃止[2]。

## 現況
岩瀬方が関東鉄道本社、土浦方が関鉄観光バス・関鉄観光本社の敷地となっている。大部分は関鉄観光バス本社営業センターの車庫になっている。

## 隣の駅
筑波鉄道
筑波線
土浦駅 - 真鍋信号所 - 新土浦駅